# Banzai Runner

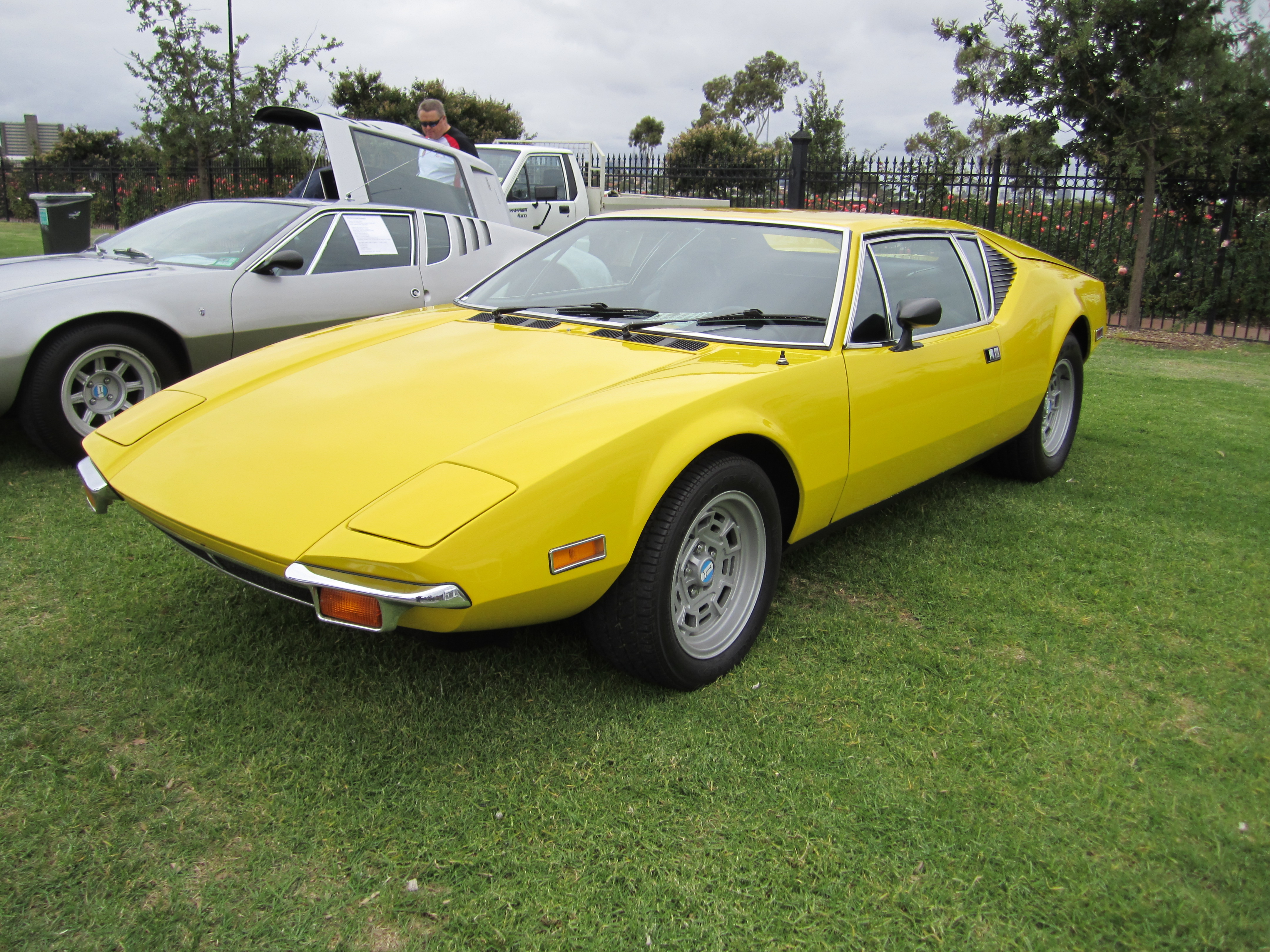
De Tomaso Pantera (Modelo utilizado en Banzai Runner)

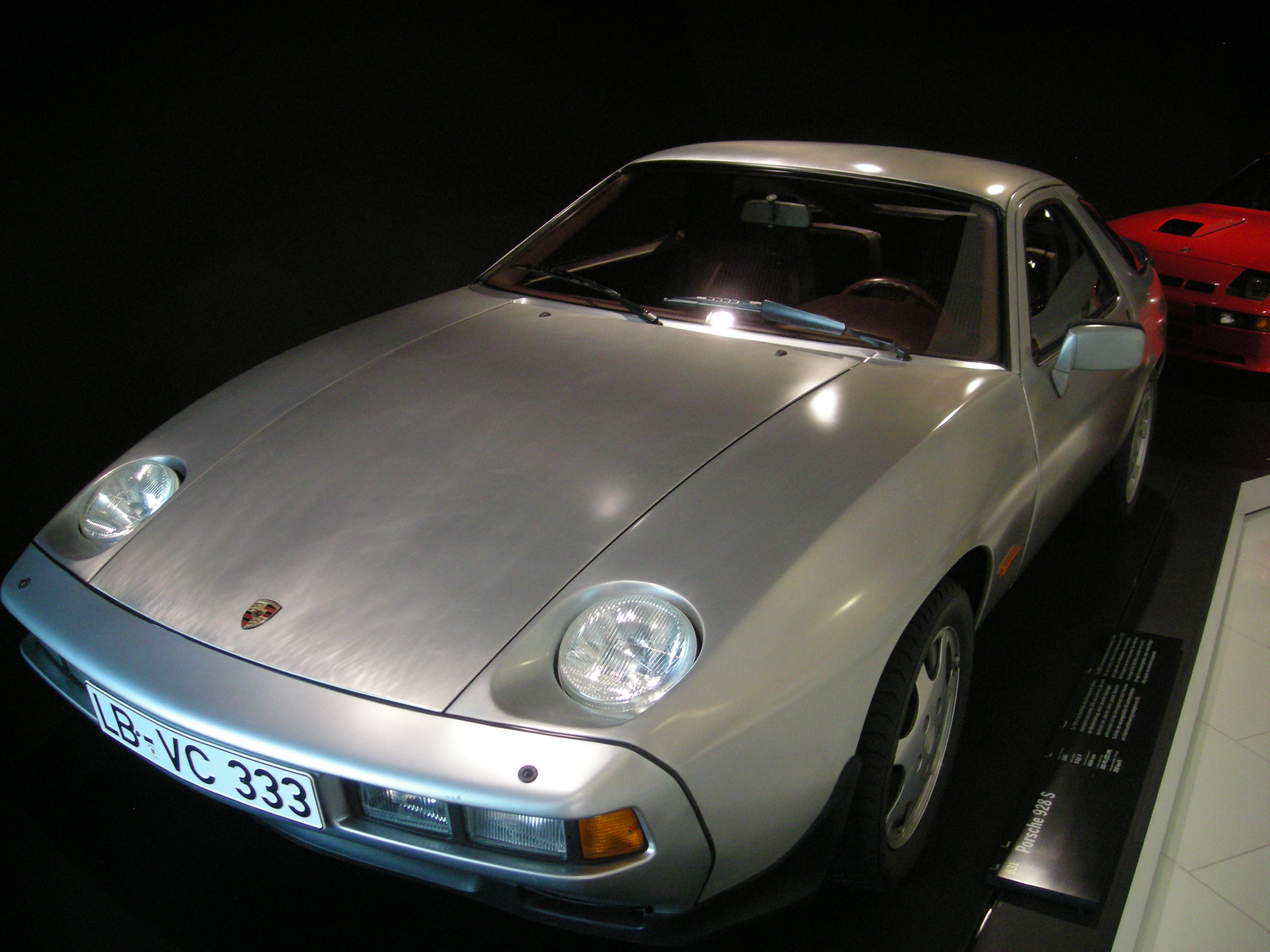
Porsche 928 (Modelo utilizado en Banzai Runner)

Banzai Runner (conocida como Persecución sin límites en Hispanoamérica y España) es una película estadounidense de 1987 dirigida por John G. Thomas y protagonizada por Dean Stockwell, John Shepherd, Charles Dierkop, Rick Fitts, Dawn Schneider y Billy Drago.

## Sinopsis
Cada año se celebra una carrera de coches en el desierto organizada por hombres ricos con vehículos de alta potencia. Durante una de esas carreras, un policía es asesinado. Tiempo después, Billy Baxter (Dean Stockwell), el hermano del policía asesinado, adoptará una intendidad falsa y se unirá a la carrera ilegal con un De Tomaso Pantera de 1972.

## Reparto
| Actor           | Personaje    |
| --------------- | ------------ |
| Dean Stockwell  | Billy Baxter |
| John Shepherd   | Beck Baxter  |
| Charles Dierkop | Traven       |
| Barry Sattels   | Osborne      |
| Billy Drago     | Syszek       |
| Dawn Schneider  | Shelley      |
| Ann Cooper      | Maysie       |
| Rick Fitts      | Winaton      |

## Producción
Estrenada directamente en 1987 para el mercado de vídeo, la película está escrita por Phil Harnage, guionista de las séries de televisión de animación He-Man and the Masters of the Universe (1987) o G.I. Joe (1989).
El personaje protagonista Billy Baxter está interpretado por Dean Stockwell, actor que había trabajado con David Lynch en Dune y Terciopelo Azul y que alcanzaría notoriedad en la serie de televisión A través del tiempo.  
El villano Syszek está interpretado por Billy Drago en el mismo año que interpretaria a Frank Nitti en Los intocables de Eliot Ness (1987) de Brian De Palma.
El mecánico de automóviles Traven está interpretado por Charles Dierkop, veterano actor que aparecía en Dos hombres y un destino (1969), El golpe (1973), ambas dirigidas por George Roy Hill.

## Vehículos
Automóviles que aparecen en la película.
- De Tomaso Pantera (1972)
- Ferrari 308 GTS (1984)
- Porsche 928 S (1983)
- Chevrolet Camaro (1970)
- Lamborghini Miura (1971)
- Chevrolet Corvette C3 (1982)
- Lotus Esprit Turbo (1981)